# Chloroperlidae
Famille
Les Chloroperlidae sont une famille d'insectes plécoptères du sous-ordre des Arctoperlaria. On connaît 19 genres actuels et plus de 150 espèces.

## Classification
Sous-famille Chloroperlinae Okamoto 1912
- Tribu Alloperlini Surdick 1985
  - Alloperla Banks, 1906
  - Bisancora Surdick, 1981
  - Sweltsa Ricker, 1943
  - Sasquaperla Stark & Baumann, 2001
- Tribu Chloroperlini Okamoto 1912
  - Chloroperla Newman, 1836
  - Haploperla Navás, 1934
  - Isoptena Enderlein, 1909
  - Plesioperla Zwick, 1967
  - Plumiperla Surdick, 1985
  - Pontoperla Zwick, 1967
  - Rasvena Ricker, 1952
  - Siphonoperla Zwick, 1967
  - Triznaka Ricker, 1952
  - Xanthoperla Zwick, 1967
- Tribu Suwalliini Surdick 1985
  - Suwallia Ricker, 1943
- Tribu indéterminée
  - Alaskaperla Stewart & DeWalt, 1991

Sous-famille Paraperlinae Ricker 1943
- - Kathroperla Banks, 1920
  - Paraperla Banks, 1906
  - Utaperla Ricker, 1952

Sous-famille indéterminée
- - †Bestioperlisca Sinitshenkova, 1990 (fossiles)
  - †Dipsoperla Sinitshenkova, 1987 (fossiles)